# 隆绍穆瓦
隆绍穆瓦（法語：Longchaumois，法語發音：[lɔ̃ʃomwa]）是法国汝拉省的一个市镇，位于该省东南部，属于圣克洛德区。

## 地理
隆绍穆瓦（46°27'38"N, 5°55'57"E）面积57.6 平方千米，位于法国勃艮第-弗朗什-孔泰大區汝拉省，该省份为法国东部内陆省份，北起上索恩省，西北接科多尔省，西临索恩-卢瓦尔省，南至安省，东与杜省和瑞士接壤。
与隆绍穆瓦接壤的市镇（或旧市镇、城区）包括：拉穆拉、上比耶讷、普雷马农、拉里克苏斯、莱鲁斯、圣克洛德、楠谢。

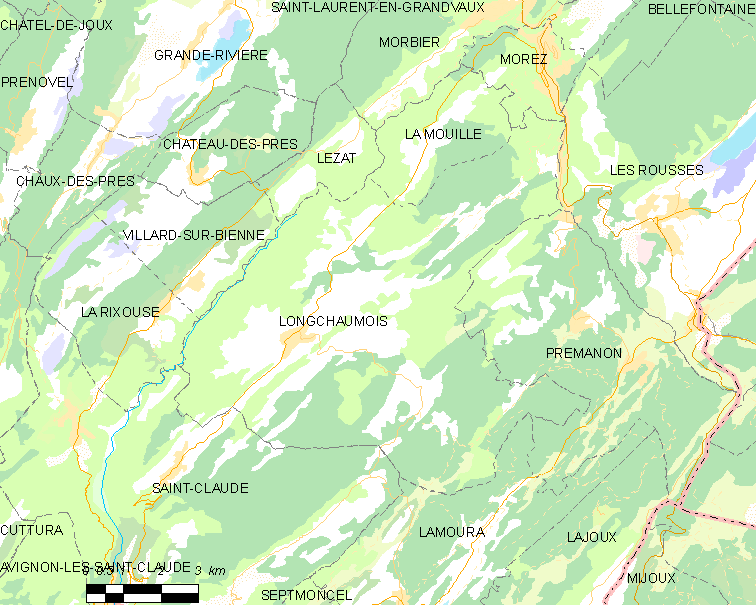
隆绍穆瓦的OSM定位图

隆绍穆瓦的时区为UTC+01:00、UTC+02:00（夏令时）。

## 行政
隆绍穆瓦的邮政编码为39400，INSEE市镇编码为39297。

## 政治
隆绍穆瓦所属的省级选区为上比耶讷县。

## 人口

1962-2008年间隆绍穆瓦人口变化图示

隆绍穆瓦于2022年1月1日时的人口数量为1133人。